# James Murray (director teatral)
James Mackenzie Murray (Buenos Aires, 5 de mayo de 1965) es un actor, coreógrafo y director de teatro hiberno-argentino.

## Biografía
James Murray ha realizado estudios actorales en Londres, Nueva York y Buenos Aires. En Argentina los realizó con Augusto Fernandes, Carlos Gandolfo, Inés Pascual y María Rivera. Becado por el Fondo Nacional de las Artes y el British Council realizó un posgrado en teatro clásico en Londres, en la London Academy of Music and Dramatic Art. En Nueva York, ha estudiado con Uta Hagen y con Penny Allen gracias a una beca que le ha otorgado Robert De Niro.
Como actor ha trabajado en obras de William Shakespeare, Oscar Wilde, Harold Pinter y ha intervenido en comedias musicales , Teatro Musical en los principales teatros de Avenida Corrientes de Buenos Aires. Broadway 2, Films y Hermanos de sangre, y otros.
En cine se destacan sus actuaciones en películas de destacados directores como Eliseo Subiela, Sergio Renán, Oscar Barney Finn y Jorge Coscia.
En televisión es recordado su trabajo durante dos temporadas con Tato Bores, interpretando al Yanki de Oklahoma que le reclamaba el pago de la deuda externa.
Como director, ha dirigido más de 60 obras musicales, destacándose El violinista sobre el tejado y Calle 42. También ha dirigido el departamento de Drama de St Luke's College durante ocho años.
Murray ha sido cofundador y director artístico del Actors Repertory Theatre en el British Arts Centre, una compañía que presenta obras clásicas y contemporáneas profesionales en inglés con subtitulado en español.
Se ha desempeñado como maestro en la disciplina de Actuación e Interpretación para Teatro Musical en destacadas instituciones privadas como la Universidad de Palermo, Act & Art Musical Theatre y otras.
Ha creado y dirigido para el empresario teatral Alejandro Romay Jazz Swing Tap, con Elena Roger, Sandra Guida y Diego Reinhold; fue el espectáculo más premiado en la historia de la comedia musical en Argentina, obteniendo trece premios: ocho premios de la Asociación Cronistas del Espectáculo ACE 2002-2003, incluyendo mejor espectáculo musical; dos premios María Guerrero, un premio Clarín y dos premios Florencio Sánchez. Dirigió y fue coautor de El burdel de París. Codirigió Rent en la Ciudad Cultural Konex, junto a Valeria Ambrosio obra que también se hizo acreedora de varios premios ACE (asociación cronistas del espectáculo). Dirigió Wojtyla, el musical, con coreografías de Natalia Mezzera y música de Angel Mahler en el teatro Del Globo, para luego contemplar otros horizontes, como Perú, México y España.
Murray ha sido mago desde pequeño, convirtiéndose en el mago más joven de la historia del círculo mágico argentino, realizando shows profesionales con tan solo ocho años de edad. En los últimos veinte años, combinando su desempeño como mago y director profesional, ha orientado a magos e ilusionistas en sus puestas escénicas y sus interpretaciones así como impartido masterclass voluntarias para asociaciones de magos internacionales.
Durante toda su carrera, Murray ha estado estrechamente ligado a la obra de Shakespeare a nivel internacional.
Desde su posgrado en teatro Clásico en LAMDA, (London Academy of Music and Dramatic Art) institución con la que sigue manteniendo lazos en la actualizad, hasta su presente participación de todos los años como docente y director teatral en el Festival Shakespeare de Buenos Aires (Teatro Shakespeare)
Actualmente se encuentra radicado en Madrid, donde imparte clases de Actuación para Shakespeare en el Estudio Juan Carlos Corazza para la actuación. Como director, realiza puestas teatrales diversas mientras prepara su próxima gran producción.

## Cine
- 1984: La venganza de un soldado
- 1988: Alguien te está mirando  Cova-Maldonado
- 1989: Cipayos  Jorge Coscia
- 1991: Highlander II Russell Mulcahey
- 1992: Miedo satánico
- 1992: Al filo de la ley Carlos Desanso
- 1993: Funes, un gran Amor Raúl de la Torre
- 1995: No te mueras sin decirme adónde vas  Eliseo Subiela
- 1995: 1000 boomerangs   Mariano Galperin
- 1997: El sueño de los héroes  Sergio Renán
- 1997: Canción Desesperada  Jorge Coscia
- 1998: Momentos Robados Oscar Barney Finn
- 2002: Apasionada  Juan José Jusid
- 2006: Nuevo Mondo Emanuelle Crialesse
- 2008: El Rajha del Mar Jean Pierre Blanc
- 2008: Palabra por Palabra  Edgardo Cabeza
- 2012: La revolución es un sueño eterno Nemesio Juárez